# ヴィタリー・ブヤルスキー
ヴィタリー・カジミローヴィチ・ブヤルスキー（ウクライナ語: Віталій Казимирович Буяльський、1993年1月6日 - ）は、ウクライナのサッカー選手。ウクライナ代表。ポジションはMF。

## クラブ歴
2010年にFCディナモ・キーウで選手となった。2011年9月21日にウクライナ・カップでファネンド・アディに代わって途中出場しトップチーム初出場。2013年5月26日にウクライナ・プレミアリーグ初出場を記録した。
2013-14シーズンにFCホヴェルラ・ウージュホロドに期限付き移籍し、リーグで20試合3得点と出場機会を重ねた。
その後はディナモ・キエフに復帰、UEFAヨーロッパリーグでも出場を重ねるなど、戦力として活躍していった。2015年9月16日、UEFAチャンピオンズリーグ 2015-16 グループリーグでUEFAチャンピオンズリーグ初出場を記録すると、89分に得点を決めて試合を引分に持ち込む活躍を見せた。

## 代表歴
2016年9月5日の2018 FIFAワールドカップ・ヨーロッパ予選グループIのアイスランド代表戦に臨む31人のメンバーに入った。ここでは出場とならなかったが、翌10月6日のコソボ代表戦でイェウヘン・コノプリャーンカに代わって途中出場し、A代表初出場を記録した。

## タイトル
FCディナモ・キエフ
- ウクライナ・スーパーカップ：2016, 2018, 2019, 2020
- ウクライナ・プレミアリーグ：2014-15, 2015-16, 2020-21
- ウクライナ・カップ：2014-15, 2019-20, 2020-21